# Riot grrrl
Riot grrrl (прибл. Бунтівна дівчина) — феміністичний андеграунд панк-рух на стику фемінізму третьої хвилі, панк-музики та політики. Зародився на початку 1990-х у США (Олімпія, штат Вашингтон) та на північному заході Тихого океану і поширився щонайменше на 26 інших країн.
Із руху riot grrrl, виріс фемінізм третьої хвилі, його вплив прослідковується і у феміністській панк-музиці четвертої хвилі 2010-х. Жанр також описується як такий, що походить від інді-року, а панк-сцена стала джерелом натхнення для руху, у якому жінки могли виражати себе так само, як це робили чоловіки.
У піснях жанру Riot grrrl часто розглядалися такі проблеми, як зґвалтування, домашнє насильство, сексуальність, гомофобія, расизм, патріархат, класовість, анархізм і розширення прав і можливостей жінок. Основні гурти, найбільше асоційовані з рухом у ЗМІ: Bikini Kill, The Julie Ruin, Bratmobile, Heavens to Betsy, Excuse 17, Slant 6, Emily's Sassy Lime, Huggy Bear і Skinned Teen. Також були включені квіркор-групи, такі як Team Dresch і The Third Sex.
Riot grrrl став не тільки жанром у музиці, а й субкультурою, що включає етику «зроби це сам», журнали, мистецтво та політичні дії. У XXI столітті послідовниці руху остаточно вийшли з фокусу уваги ЗМІ та зайнялися практичною діяльністю: організацією жіночих музичних фестивалів, курсів самооборони («Home Alive»), допомогою у працевлаштуванні, виданням андеграундної літератури тощо, щоб покінчити з різноспрямованими формами упереджень і утиску, особливо фізичного та емоційного насильства проти жінок. Виконавиці Riot grrrls проводять зустрічі, відкривають пункти допомоги, підтримують і організовують музику та мистецтво, створене лесбійками, геями, трансперсонами та іншими квір-людьми.

## Витоки
Рух Riot grrrls виник на початку 1990-х, коли група жінок з Олімпії, штат Вашингтон, провели зустріч щодо сексизму на місцевих панк-сценах. Слово «дівчинка» використали навмисно, щоб акцентувати увагу на дитинстві — часі, коли діти мають найціліснішу самооцінку та віру в себе. 1991 року у відповідь на акцію «Християнської коаліції» (яка виступила з ініціативою «Право на життя», що закликала до заборони абортів) виник спонтанний рух за право жінок на аборт (фестиваль Rock for Choice, організований учасницями групи L7), що поступово став загальнонаціональним. Наприкінці 1991 року лідерки нового руху вперше використали термін «riot grrrl» (що виник спочатку з приводу расових заворушень у Маунт-Плезант).
Жінки Сієтла та Олімпії, залучені до місцевих андеграундних музичних сцен, створили зін, щоб висловити свої феміністичні переконання та бажання. Хоча модель журналів із політичною тематикою вже використовувалася в панк-культурі як альтернатива (мейнстрімній) культурі, журнали також наслідували довшу спадщину самвидавних феміністичних творів, що дозволяло жінкам поширювати ідеї, які інакше недоступними для публікації. У той час багато жінок на музичній сцені відчували дискомфорт, не маючи місця для організації через винятковий характер панк-культури, де домінували чоловіки. Багато жінок виявили, що, хоча вони ототожнювали себе з більшою, орієнтованою на музику субкультурою панк-року, вони часто майже не мали голосу на місцевих сценах. Жінки на вашингтонських панк-сценах взяли на себе художню репрезентацію власних інтересів через нову субкультуру «riot grrrl».
На гурти жанру Riot grrrl вплинули новаторські панк-виконавиці та мейнстрімові рок-виконавці 1970-х — середини 1980-х. Хоча багато з них спочатку не були пов'язані, вони мали багато музичних і тематичних атрибутів riot grrrl. Серед них — The Slits, Кім Діл, Кім Гордон, Джоан Джетт, Полі Стайрин, Дженіс Джоплін, Сьюзі Сью. Про Кім Гордон, зокрема, Кетлін Ганна зазначила: «Вона була піонеркою в музичному плані […] Просто знати, що в групі жінка, яка була головним вокалом, грала на бас-гітарі та була візуальною художницею водночас, змусило мене почуватися менш самотньою».
Вважається, що біля витоків музичного руху Riot Grrrl стоять два гурти: Bikini Kill і Bratmobile.

## Bikini Kill
Гурт Bikini Kill був заснований в Олімпії, штат Вашингтон, наприкінці 1980-х, Кейтлін Ганною, Тобі Вейл та Кеті Вілкокс.
Разом з Біллі Карреном гурт самостійно випустив демокасету влітку 1991 року «Revolution Girl Style Now». Ганна, Вейл і Вілкокс також почали співпрацю над журналом Bikini Kill під час своїх перших турів у 1991 році. Гурт спільно писав пісні та заохочував жіноче середовище на своїх концертах, закликаючи жінок виступати на передовій сцені.

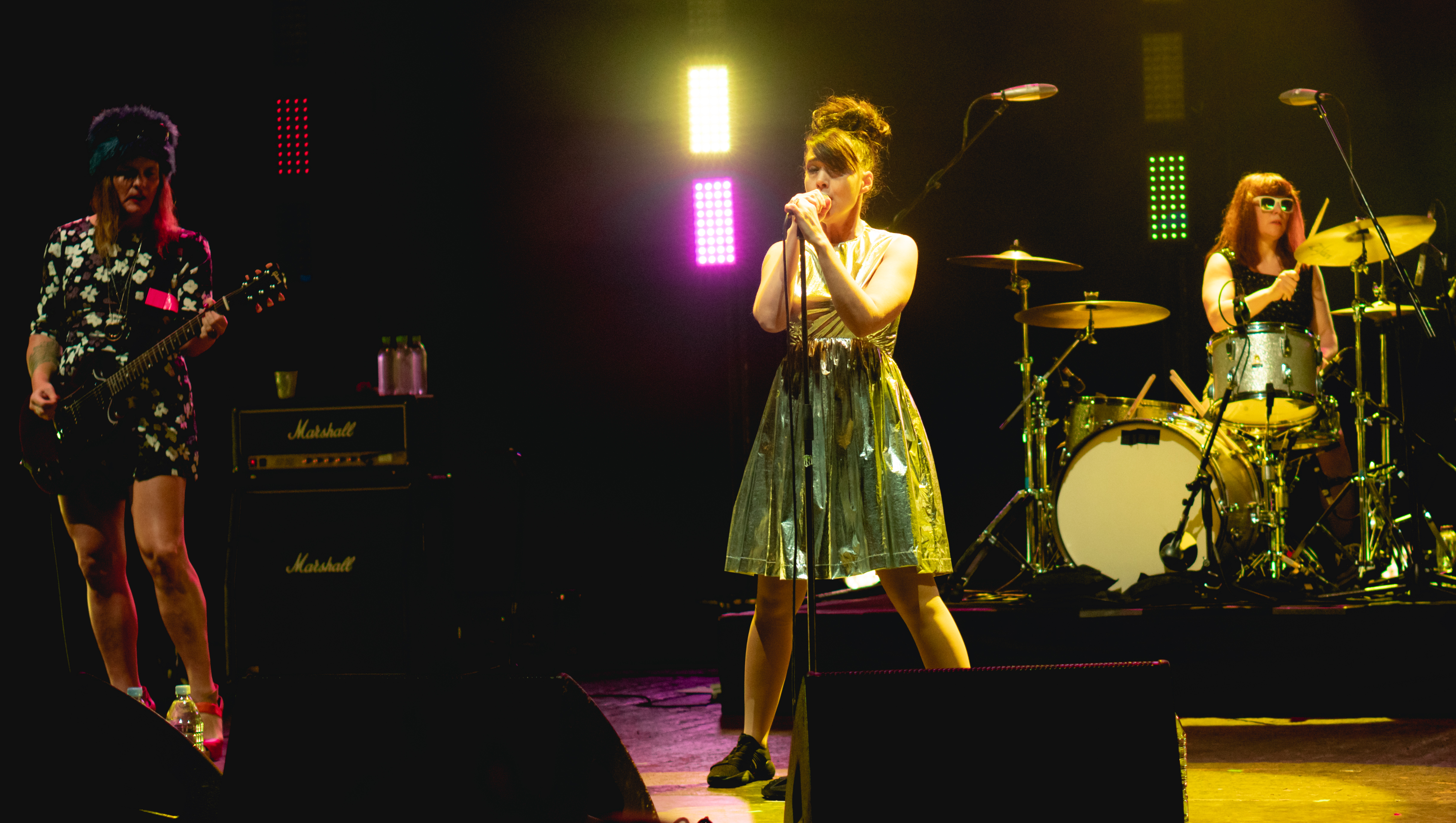
Виступ Bikini Kill у 2019 році

Bikini Kill поставили собі за мету надихнути більше жінок приєднатися до панк-сцени, де домінують чоловіки. Ганна також занурювалася в натовп, щоб особисто позбутися чоловіків, які часто словесно та фізично нападали під час виступів. Проте охоплення гурту включало велику чоловічу аудиторію на додаток до жіночої цільової аудиторії.
Після випуску EP Bikini Kill на інді-лейблі Kill Rock Stars у 1992 році гурт почав завойовувати свою аудиторію. Учасниці Bikini Kill почали співпрацювати з іншими відомими музикантками, зокрема з Джоан Джетт, чию музику Ганна описала як ранній приклад естетики жанру riot grrrl. Джетт продюсувала сингл «New Radio» / «Rebel Girl» для гурту після того, як учасниці Bikini Kill почули «Activity Grrrl», пісню, яку Джетт написала про гурт.
Дебютний альбом гурту «Pussy Whipped» вийшов 1993 року та містив пісню «Rebel Girl». Ця пісня стала однією з фірмових пісень Bikini Kill, а також широко визнаним гімном руху riot grrrl, хоча «незабутній гімн», як називає його Роберт Крістгау, ніколи не потрапляв у чарти. До свого незалежного випуску він отримав широке визнання критики. Пісню називали «класикою» і хвалили як частину «найважливішого рок-н-ролу епохи». Другий альбом Bikini Kill «Reject All American» вийшов у 1996 році.

Незважаючи на ретроспективне визнання, під час діяльності гурт критикували за виключення чоловіків, і навіть Rolling Stone описали перший альбом Bikini Kill як «викання та дебільні істерики, що призводять до блювання». Зрештою Bikini Kill закликали до «media blackout» або «припинення медіа» через те, що вони сприяли невірному зображенню руху ЗМІ та аудиторією. Їхня репутація піонерів зберігається, але, як згадує Ганна:
«Bikini Kill дуже ганьбили протягом 90-х, нас ненавиділо багато людей, і я думаю, що це викреслено з історії. Люди кидали нам на голови ланцюги — було дуже, дуже важко бути в цьому гурті».
У 1997 гурт розпався.

## Bratmobile
Другий гурт першого покоління riot grrrl Bratmobile був заснований у Юджині, штат Орегон. 1990 року студентки Орегонського університету Еллісон Вулф і Моллі Нойман співпрацювали над феміністичним журналом «Girl Germs» із Джен Сміт з Вашингтона, округ Колумбія, торкаючись сексизму на місцевих музичних сценах.
"Нас дуже підбадьорили такі люди, як Тобі та Кетлін з Олімпії, і ми сказали: «О, давайте зробимо гурт, давайте зробимо радіостанцію — ми хочемо мати радіошоу виключно для дівчат!».

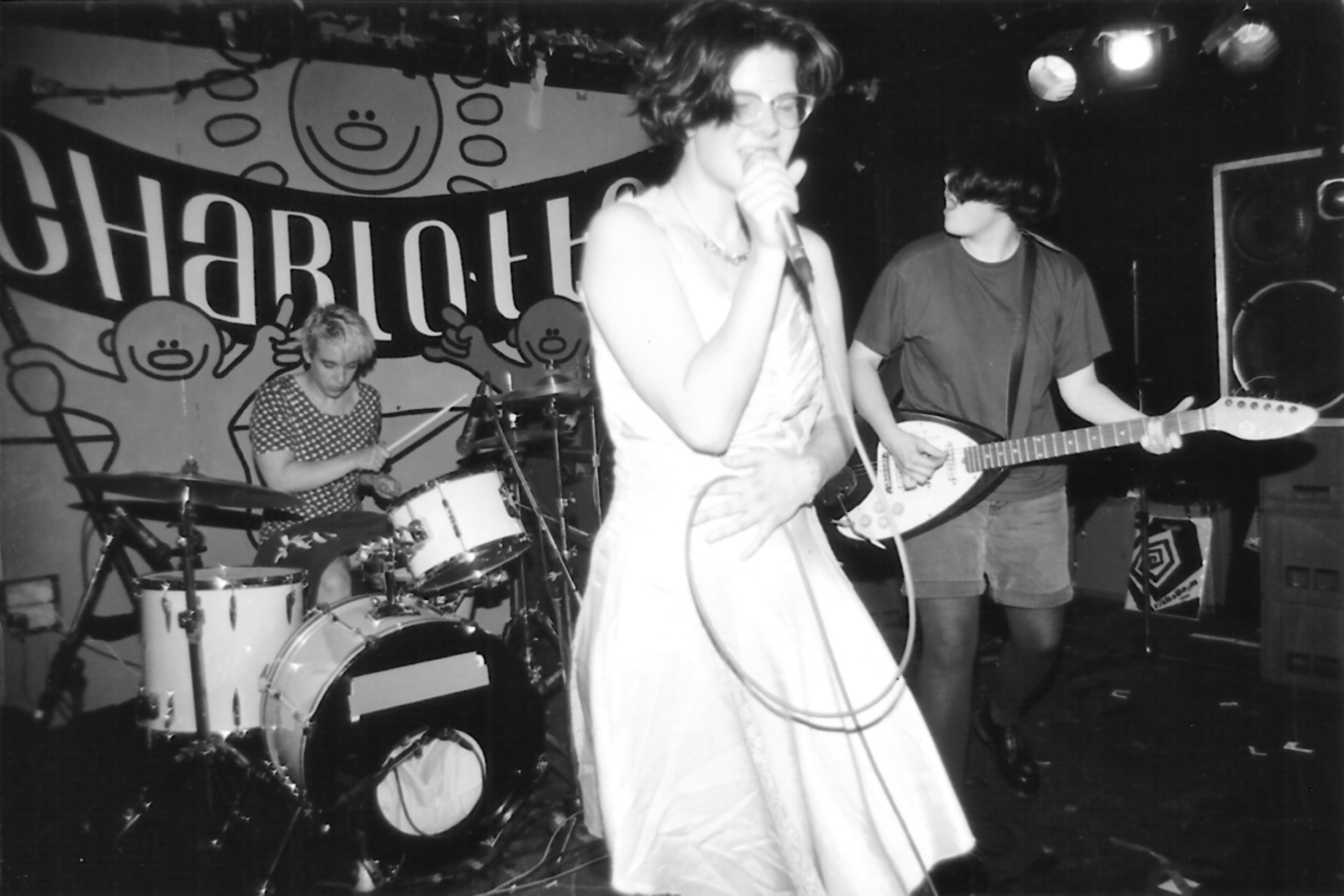
Виступ Bratmobile в 1994 році

Навесні 1991 року Ерін Сміт, Крістіна Біллотт (з Autoclave) і Джен Сміт (не пов'язана з Ерін) приєдналися до Вулф та Нойман у Bratmobile, коли двоє останніх тимчасово переїхали до Вашингтона. Джен Сміт написала в листі до Вулф: «Нам потрібно розпочати дівчачий БУНТ!». Джен Сміт запропонувала їм співпрацювати з учасниками Bikini Kill над журналом «Girl Riot». Коли Нойман запустила журнал, вона змінила його назву на riot grrrl, забезпечуючи мережевий форум для молодих жінок на ширшій музичній сцені та даючи назву руху.
Ерін Сміт, Джен Сміт, Біллотт, Еллісон Вулф і Моллі Нойман разом випустили лише одну стрічку під назвою Bratmobile DC. Після цього Bratmobile перетворився на тріо з Вулф, Нойман і Ерін Сміт. У липні 1991 року вони відіграли свій перший спільний концерт Bratmobile з Нойман на барабанах, Ерін Сміт на гітарі та Вулф на вокалі.
Між 1991 і 1994 роками Bratmobile випустили альбом «Pottymouth» і EP «The Real Janelle» на Kill Rock Stars, а також «The Peel Session». Гурт гастролював із Heavens to Betsy у 1992 році та розпався у 1994 році.
Bikini Kill, а потім і Bratmobile надихнули появу інших riot grrrl-гуртів по всій країні. Жінок на інших регіональних панк-музичних сценах по всій Північній Америці заохочували створювати гурти та відкривати журнали.

## Фемінізм і riot grrrl культура
Культуру Riot grrrl часто асоціюють із фемінізмом третьої хвилі, яка також швидко зростала на початку 1990-х. Рух фемінізму третьої хвилі зосереджувався менше на законах і політичному процесі, а більше на індивідуальній ідентичності. Рух третьої хвилі виник із усвідомлення того, що жінки мають різний колір шкіри, етнічну приналежність, національність, релігію та культурне походження. Хоча багаторасові феміністичні рухи існували до третьої хвилі, поширення технологій на початку 90-х дозволило легше налагодити мережеве спілкування серед феміністичних груп.
Riot grrrls використовували медіавиступи у своїх інтересах, створюючи роботи з опозиційних технологій, таких як журнали, відеознімання і музика. Рух надав жінкам власний простір для створення музики та політичних заяв про проблеми, з якими вони стикаються в панк-рок спільноті та суспільстві. Вони використовували свою музику та публікації, щоб висловити свої погляди на болючі питання.

Недатована, надрукована на машинці листівка туру Bikini Kill відповідає на запитання «Що таке Riot grrrl?»:
«[Riot Grrrl — це …] Тому що ми, дівчата, хочемо створити середовище, для розмови з іншими. Ми втомилися від бойз-бенду за бойз-бендом, бойз-зіну за бойз-зіном, бойз-панку за бойз-панком… Тому що нам потрібно спілкуватися одна з одною. Комунікація та залучення є ключовими. Ми ніколи не дізнаємося, якщо не порушимо кодекс мовчання… Тому що в будь-якій статті ЗМІ ми бачимо, як нас ляскають, обезголовлюють, насміхаються, об'єктивують, ґвалтують, баналізують, штовхають, ігнорують, стереотипізують, б'ють, зневажають, пристають, змушують мовчати, вважають непрацездатними, ріжуть, пристрілюють, душать та вбивають. Тому для дівчат потрібно створити безпечний простір, де ми можемо відкрити очі та простягти руку одна одній без погроз цього сексистського суспільства і нашої повсякденної фігні». 
Як і інші феміністки третьої хвилі, riot grrrls намагалися сприяти прийняттю розмаїття в рамках феміністичного вираження. Цей зв'язок із фемінізмом очевидний через використання ними пісень, журналів і публікацій, а також переприсвоєння принизливих термінів. Вважалося, що всі три форми є джерелом розширення можливостей для жінок у русі.
Панк-шоу почали розуміти як місця, де «жінки могли пробитися на передній ряд натовпу в мош-піт (рейв-танцю), але їм доводилося „пробиватися вдесятеро сильніше“, тому що вони були жінками, і повідомлялося про сексуальні домагання та насильство, такі як обмацування та зґвалтування».

На відміну від цього, гурти riot grrrl часто активно запрошували свою аудиторію поговорити про особистий досвід щодо делікатних питань, таких як сексуальне насильство, роздавали аркуші з піснями всім присутнім і часто вимагали, щоб мош-бойзи перейшли назад або задній план збоку, щоб залишити простір попереду для дівчат в аудиторії. Гурти не завжди з ентузіазмом сприймали чоловічу аудиторію на концертах. Редактор Punk Planet Деніел Сікер написав у «We Owe You Nothing»:
Великі та малі фанзини, які були запеклі, зарезервовані для riot grrrl — і Bikini Kill зокрема — були шокуючими. Використання редакторами панк-журналів «сучка», «пизда», «мужененависниця» і «тупа» було доказом того, що сексизм все ще сильний на панк-сцені.
Кеті Вілкокс сказала в інтерв'ю фанзину:
Кілька років я була у стані здивування з цього приводу. Я не знаю, чому так званим панк-рокерам так небезпечно трохи похитнути справді нудну динаміку стандартної шоу-атмосфери. Наскільки свіжою є ідея п'ятдесяти спітнілих хардкорників, що б'ються один об одного або стрибають один одному на голови? Звісно, це круто бути на сцені та діяти попереду, це набагато більше надихає, ніж дивитися на натовп зомбі, але так часто принцип виживання сильнішого діє в ямі, і яка з дівчат хоче протистояти зграї Роллінгзбойз, які, як правило, агресивні з нею, щоб змусити її «зрозуміти» своє місце в ямі.

Так було, коли я вперше ходила на виступи, і сумно, що відтоді нічого не змінилося… Але було б так круто, якби на одному з цих концертів хтось на сцені сказав би, давай побільше дівчат попереду, щоб я міг мати більше компанії, а дівчата збоку могли краще бачити, бути у дії. Тож так, ми заохочуємо дівчат бути на передньому плані, і іноді, коли шоу ставали дуже жорстокими (наприклад, коли ми були в Англії), нам доводилося просити хлопців рухатися збоку чи ззаду, тому що це було просто довбано страшно для нас, після кількох нападів і погроз, зіткнутися з іншим морем ворожих чоловічих облич попереду.
Пізніше Кетлін Ганна напише: «Це також було супер божевільно — грати на шоу, де хлопці кидали в нас щось, називали пиздами та кричали „зніміть це“ під час нашого сету, а потім наступного вечора виступати перед натовпом дивовижних дівчат, які підспівували кожен текст і підбадьорювали після кожної пісні».
Та були чоловіки, які підтримували жанр riot grrrl. Келвін Джонсон і Слім Мун відіграли важливу роль у публікації гуртів riot grrrl на лейблах, які вони заснували, K Records і Kill Rock Stars. Дейв Грол і Курт Кобейн зустрічалися з Кетлін Ганною і Тобі Вейл та часто грали з Bikini Kill навіть після їх розпаду. Кобейн був великим фанатом The Slits і навіть переконав The Raincoats виправитися. Якось він сказав: «Майбутнє року належить жінкам».
Багато гуртів riot grrrl включали чоловіків-учасників, наприклад Біллі Каррен з Bikini Kill або Джон Слейд і Кріс Роулі з Huggy Bear.
Моллі Нойман одного разу резюмувала: «Ми не проти хлопців, але ми — про дівчат». Концерти Riot grrrl стали безпечними для жінок і часто торкалися таких проблем, як зґвалтування, домашнє насильство, сексуальність і розширення прав і можливостей жінок.
Наприклад, у пісні Bikini Kill «Don't Need You» є рядок: «не потрібно, щоб ти говорив, що ми милі, не потрібно, щоб ти казав, що з нами все добре, не потрібен твій захист, не потрібен твій поцілунок на ніч», відкидаючи стереотипну динаміку гетеросексуальних стосунків.
Під сильним впливом культури «зроби сам» виступи більшості гуртів підірвали традиційну або «класичну музику» на користь грубої, примітивної, авангардної та шаленого навмисного аматорства, ідея швидко набирала популярності, особливо на музичній сцені в Олімпії.
Висловлювання гурту Beat Happening: «Навчіться НЕ грати на своєму інструменті» та «Привіт, вам не обов'язково звучати як смак цього місяця, все, що вам потрібно зробити, це звучати як ви самі», стверджуючи, що традиційна музична та майстерність не мають значення й завжди повинні підпорядковуватися пристрасті, веселощам та ідеям у музиці. Цей аргумент схожий на ідеологічні витоки самого панк-року, який частково почався як спроба розвіяти зростаючий розподіл між аудиторією та виконавцем. Інді-панк-гурти (зокрема, riot grrrl) часто висміювали за те, що вони «не вміють грати на інструментах», але фани заперечували, що з такою ж критикою часто стикалися перші хвилі панк-рок-гуртів у 1970-х, і що цей гаражний аматорський «зроби сам», «грай просто тому, що хочеш, незважаючи ні на що» був одним із найбільш привабливих і визвольних аспектів обох рухів.

### Журнали та публікації

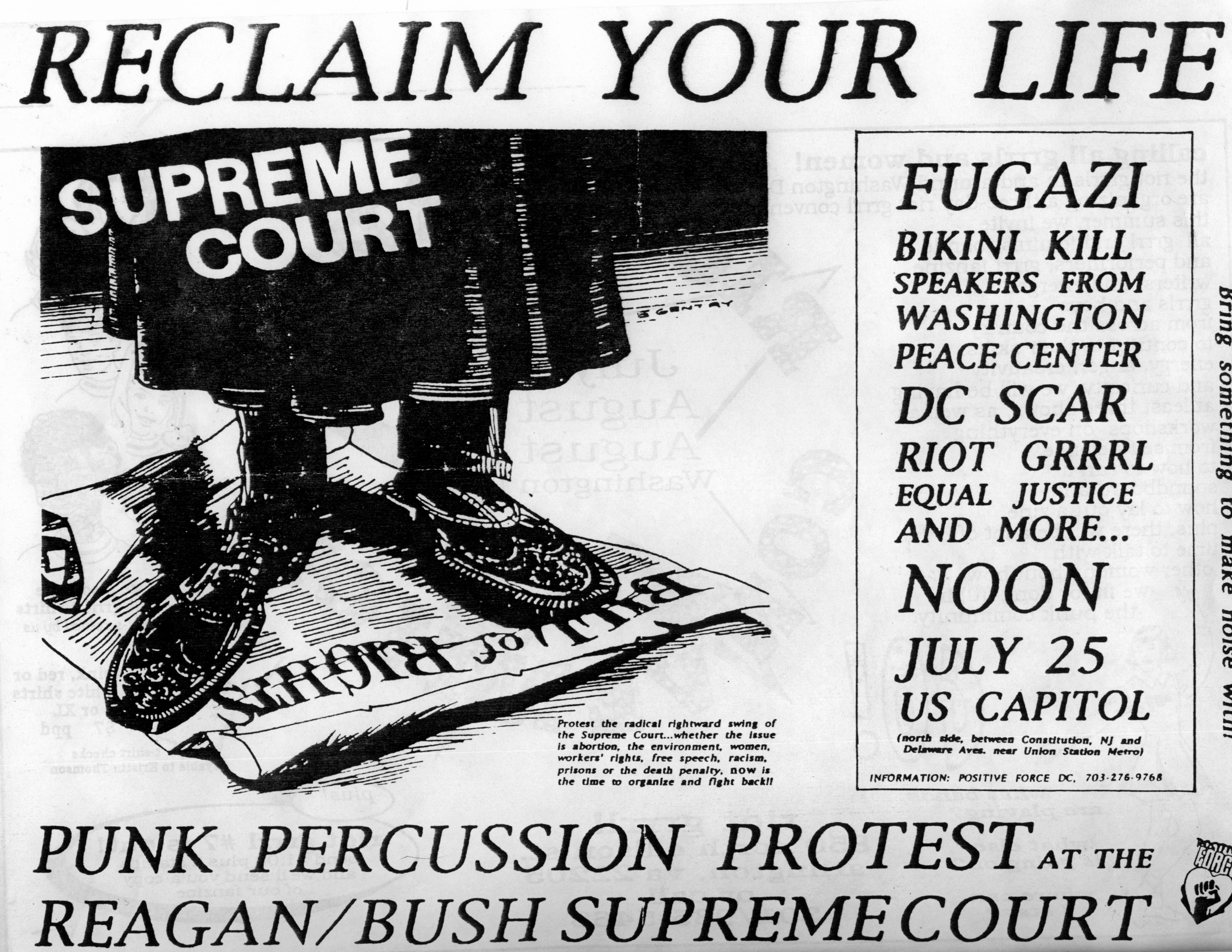
Riot Grrrl Convention 1992 рік

Рух Riot grrrl був надзвичайно підтриманий вибухом творчості в саморобних копійованих, колажних журналах, які охоплювали різноманітні феміністські теми, часто висвітлюючи політичні наслідки інтенсивного особистого досвіду в «приватному публічному» просторі. Журнали часто описували досвід сексизму, психічних розладів, образу тіла та харчових розладів, сексуального насильства, расизму, зґвалтування, дискримінації, переслідування, домашнього насильства, інцесту, гомофобії, іноді вегетаріанства.
Редакторки журналу Grrrl колективно займалися формами письма та навчання письму, які кидають виклик як домінуючим уявленням про автора як індивідуалізований, безтілесний простір, так і уявленням про фемінізм як переважно про політичний проєкт для дорослих. Ці журнали були заархівовані zinewiki.com і Riot Grrrl Press, заснованими у Вашингтоні в 1992 році Ерікою Рейнштейн і Мей Саммер.
Гурти часто намагалися переприсвоїти принизливі фрази на зразок «пизда», «сука», «член» і «повія», гордо пишучи їх на своїй шкірі помадою або жирними фломастерами. Кетлін Ганна писала слово «повія» на животі на виставах ще в 1992 році, навмисно поєднуючи феміністичне мистецтво та активізм. Бунти grrrls, які робили політичні заяви, щоб привернути увагу до таких грубих фраз, були загальною темою серед феміністок третьої хвилі. Їхня музика не тільки торкалася тих самих проблем, що й фемінізм третьої хвилі, вони ще й зайняли політичну позицію проти утиску, який відчували.
Багато жінок, пов'язаних із квіркором, також цікавилися riot grrrl, і такі журнали, як Chainsaw Донни Дреш, Sister Nobody, Jane Gets A Divorce і I (heart) Емі Картер втілюють обидва напрямки. Були також національні конвенції, такі як у Вашингтоні, округ Колумбія, або фестиваль Pussystock у Нью-Йорку, а також різноманітні інді-документальні фільми, як «Ти не потрібен: історія бунту Grrrl» .
Інші журнали riot grrrl, такі як GUNK, запущений у 1990 році 15-річною нью-джерсійкою Рамдаші Біксім, зосереджувалися на перетині панку, гендеру та расизму. Біксім дізналася про журнали riot grrrl після того, як її друг став сусідом по кімнаті Тобі Вейл. У GUNK № 4 Біксім писала про політику буття темношкірою grrrl: «Якщо я піду кудись з друзями, які всі виглядають так само дивно, як і я, але нас переслідуватимуть поліцейські за катання на ковзанах або щось таке, моє обличчя запам'ятають набагато чіткіше, ніж, скажімо, одну з моїх білих подруг». Слант Мімі Ті Нгуєн і Сабріна Маргарита Алькантара-Тан розширювали riot grrrl з перспективи азійських американок. 1997 року Нгуєн опублікувала збірку журналу Evolution of a Race Riot.

## Критика
Рух Riot grrrl критикували за недостатню інклюзивність. Одним з основних аргументів була зосередженість руху на білих жінках середнього класу. Ця критика виникла на початку руху. 1993 року Рамдаша Біксім написала у своєму журналі Gunk: «Riot grrrl закликає до змін, але я сумніваюся, хто включається у цей список… Я бачу, що Riot Grrrl стає дуже закритим рухом, для небагатьох, тобто білих панків середнього класу.»
Музикантка Кортні Лав розкритикувала рух за доктринерство та цензуру: «Подивіться, у вас є ці дуже інтелектуальні владні дівчата, але хто сказав їм, що їх незаперечне американське право не ображатися?».
За спроби створити безпечні жіночі простори, де жінки могли знайти солідарність і створити власну субкультуру, Riot grrrl часто звинувачували у сепаратистській налаштованості: вони хочуть жити подалі від чоловіків і винаходять «дівочу культуру». Деякі відоміші гурти riot grrrl брали участь у музичному фестивалі Michigan Womyn's Music Festival, транс-ексклюзивній події з політикою «жінки, народжені жінками». Колишні учасниці Le Tigre бачили протести на своїх концертах за участь у фестивалі в 2001 році. Кетлін Ганна прямо заявила, що підтримує транс-права, у своєму Twitter, і шкодує про рішення виступити на цьому фестивалі. Джей Ді Самсон, ще один колишній учасник Le Tigre, є гендернофлюїдним. Michigan Womyn's Music Festival відзначив свій останній щорічний фестиваль у 2015 році. Було припущення, що це рішення пов'язане з триваючими суперечками щодо рішення фестивалю не включати трансгендерних жінок.